# World Team Trophy 2019
Die World Team Trophy 2019 fand vom 11. bis 14. April 2019 im japanischen Fukuoka statt.

## Teilnehmer
| Nation             | Herren                           | Damen                                     | Paare                                   | Eistänzer                               |
| ------------------ | -------------------------------- | ----------------------------------------- | --------------------------------------- | --------------------------------------- |
| Kanada             | Keegan Messing Nam Nguyen        | Alaine Chartrand Gabrielle Daleman        | Kirsten Moore-Towers / Michael Marinaro | Kaitlyn Weaver / Andrew Poje            |
| Frankreich         | Kévin Aymoz Adam Siao Him Fa     | Laurine Lecavelier Maé-Bérénice Méité     | Vanessa James / Morgan Ciprès           | Gabriella Papadakis / Guillaume Cizeron |
| Italien            | Daniel Grassl Matteo Rizzo       | Marina Piredda Roberta Rodeghiero         | Nicole Della Monica / Matteo Guarise    | Charlène Guignard / Marco Fabbri        |
| Japan              | Keiji Tanaka Shōma Uno           | Rika Kihira Kaori Sakamoto                | Riku Miura / Shoya Ichihashi            | Misato Komatsubara / Tim Koleto         |
| Russland           | Andrei Lasukin Alexander Samarin | Sofja Samodurowa Jelisaweta Tuktamyschewa | Natalja Sabijako / Alexander Enbert     | Wiktorija Sinizina / Nikita Kazalapow   |
| Vereinigte Staaten | Nathan Chen Vincent Zhou         | Mariah Bell Bradie Tennell                | Ashley Cain / Timothy Leduc             | Madison Hubbell / Zachary Donohue       |

## Ergebnisse

### Endergebnis
| Rang | Nation             | Punkte |
| ---- | ------------------ | ------ |
| 1    | Vereinigte Staaten | 117    |
| 2    | Japan              | 104    |
| 3    | Russland           | 102    |
| 4    | Frankreich         | 75     |
| 5    | Kanada             | 73     |
| 6    | Italien            | 69     |

### Herren
| Rang | Name              | Nation             | Punkte | KP | KP     | Kür | Kür    | Teampunkte |
| ---- | ----------------- | ------------------ | ------ | -- | ------ | --- | ------ | ---------- |
| 1    | Nathan Chen       | Vereinigte Staaten | 301,44 | 1  | 101,95 | 1   | 199,49 | 24         |
| 2    | Vincent Zhou      | Vereinigte Staaten | 299,01 | 2  | 100,51 | 2   | 198,50 | 22         |
| 3    | Shoma Uno         | Japan              | 282,24 | 3  | 92.78  | 3   | 189,46 | 20         |
| 4    | Matteo Rizzo      | Italien            | 260,53 | 6  | 87,64  | 5   | 172,89 | 15         |
| 5    | Keiji Tanaka      | Japan              | 258,84 | 4  | 89,05  | 6   | 169,79 | 16         |
| 6    | Keegan Messing    | Kanada             | 257,79 | 9  | 79,75  | 4   | 178,04 | 13         |
| 7    | Nam Nguyen        | Kanada             | 251,97 | 7  | 87,57  | 7   | 164,40 | 12         |
| 8    | Andrei Lasukin    | Russland           | 249,33 | 5  | 88,96  | 8   | 160,37 | 13         |
| 9    | Kévin Aymoz       | Frankreich         | 239,05 | 8  | 85,22  | 10  | 153,83 | 8          |
| 10   | Alexander Samarin | Russland           | 230,36 | 12 | 71,84  | 9   | 158,53 | 5          |
| 11   | Daniel Grassl     | Italien            | 228,36 | 10 | 79,68  | 11  | 148,68 | 5          |
| 12   | Adam Siao Him Fa  | Frankreich         | 204,67 | 11 | 72,56  | 12  | 132,11 | 3          |

### Damen
| Rang | Name                     | Nation             | Punkte | KP | KP    | Kür | Kür    | Teampunkte |
| ---- | ------------------------ | ------------------ | ------ | -- | ----- | --- | ------ | ---------- |
| 1    | Jelisaweta Tuktamyschewa | Russland           | 234,43 | 2  | 80,54 | 1   | 153,89 | 23         |
| 2    | Bradie Tennell           | Vereinigte Staaten | 225,64 | 4  | 74,81 | 2   | 150,83 | 20         |
| 3    | Kaori Sakamoto           | Japan              | 223,65 | 3  | 76,95 | 3   | 146,70 | 20         |
| 4    | Rika Kihira              | Japan              | 222,34 | 1  | 83,97 | 5   | 138,37 | 20         |
| 5    | Sofja Samodurowa         | Russland           | 207,45 | 6  | 68,61 | 4   | 138,84 | 16         |
| 6    | Mariah Bell              | Vereinigte Staaten | 206,06 | 5  | 70,89 | 6   | 135,17 | 15         |
| 7    | Marina Piredda           | Italien            | 180,55 | 9  | 60,33 | 7   | 120,22 | 10         |
| 8    | Maé-Bérénice Méité       | Frankreich         | 173,67 | 10 | 59,45 | 8   | 114,22 | 8          |
| 9    | Gabrielle Daleman        | Kanada             | 171,81 | 7  | 64,33 | 10  | 107,48 | 9          |
| 10   | Laurine Lecavelier       | Frankreich         | 170,24 | 8  | 62,53 | 9   | 107,71 | 9          |
| 11   | Roberta Rodeghiero       | Italien            | 155,09 | 12 | 48,45 | 11  | 106,64 | 3          |
| 12   | Alaine Chartrand         | Kanada             | 147,27 | 11 | 52,36 | 12  | 94,91  | 3          |

### Paare
| Rang | Name                                    | Nation             | Punkte | KP | KP    | Kür | Kür    | Teampunkte |
| ---- | --------------------------------------- | ------------------ | ------ | -- | ----- | --- | ------ | ---------- |
| 1    | Vanessa James / Morgan Ciprès           | Frankreich         | 226,00 | 2  | 73,48 | 1   | 152,52 | 23         |
| 2    | Natalja Sabijako / Alexander Enbert     | Russland           | 217,12 | 1  | 75,80 | 2   | 141,32 | 23         |
| 3    | Nicole Della Monica / Matteo Guarise    | Italien            | 200,62 | 3  | 69,77 | 4   | 130,85 | 19         |
| 4    | Kirsten Moore-Towers / Michael Marinaro | Kanada             | 200,22 | 4  | 68,38 | 3   | 131,84 | 19         |
| 5    | Ashley Cain / Timothy Leduc             | Vereinigte Staaten | 192,15 | 5  | 66,91 | 5   | 125,24 | 16         |
| 6    | Riku Miura / Shoya Ichihashi            | Japan              | 137,91 | 6  | 44,93 | 6   | 92,98  | 14         |

### Eistanz
| Rang | Name                                    | Nation             | Punkte | RT | RT    | Kür | Kür    | Teampunkte |
| ---- | --------------------------------------- | ------------------ | ------ | -- | ----- | --- | ------ | ---------- |
| 1    | Gabriella Papadakis / Guillaume Cizeron | Frankreich         | 223,13 | 1  | 87,31 | 1   | 135,82 | 24         |
| 2    | Wiktorija Sinizina / Nikita Kazalapow   | Russland           | 215,20 | 2  | 84,57 | 2   | 130,63 | 22         |
| 3    | Madison Hubbell / Zachary Donohue       | Vereinigte Staaten | 209,97 | 3  | 82,86 | 3   | 127,11 | 20         |
| 4    | Kaitlyn Weaver / Andrew Poje            | Kanada             | 203,78 | 5  | 79,60 | 4   | 124,18 | 17         |
| 5    | Charlène Guignard / Marco Fabbri        | Italien            | 202,54 | 4  | 80,25 | 5   | 122,29 | 17         |
| 6    | Misato Komatsubara / Tim Koleto         | Japan              | 160,24 | 6  | 60,93 | 6   | 99,31  | 14         |